# イオンモール座間
イオンモール座間（イオンモールざま）は、神奈川県座間市に立地するイオンモール株式会社運営のモール型ショッピングセンター。

## 概要
座間市が2013年に策定した「広野台二丁目地区計画」に基づき、
日産自動車座間工場跡地内にある神奈川日産カレスト座間の試乗コースだった土地を利用し建設された。当初は2015年春開業予定だったが、渋滞対策などで計画が遅れ、2016年10月に着工、2018年3月16日に開業した。
イオンモールとしてはイオンモール大和に次いで神奈川県内2件目。敷地面積58,000m2、3階建て売り場面積53,000m2、駐車場台数（5階建て立体含め）2,500台、はいずれも神奈川県内最大級（開業時）。イオンスタイル座間を中核店舗に、約160の専門店が入る（開業時）。
当施設の前を通る神奈川県道50号座間大和線（座間街道）沿いでは、以前までイオンつきみ野店が営業していたが、2018年2月28日をもって閉店している。距離的には3km程しか離れておらず、同じ街道沿いで座間へ受け継がれる形となった。
キャッチコピーは「MY LIVING STYLE FACTORY」であり、ファミリー層を対象としたコンセプトで営業を行っている。
2階の座間インフォメーションコーナーには、座間市の市政を年表や動画で紹介する「歴史探訪コーナー」や、観光スポットや名産品を案内するインフォメーションボードが設置されている。また、1階の日産座間インフォメーションセンターや3階のフードコートには、座間事務所内にある日産ヘリテージコレクション所蔵のビンテージカーが展示される。
2020年3月27日にシネマコンプレックス「イオンシネマ座間」、2021年7月21日にアウトドアパーク「ワイルドビーチ座間」が、2023年10月4日にはこれら施設の中間にスポーツクラブ「ルネサンス」が開業した。

## 主なテナント
2023年10月4日現在
出店店舗全店の一覧・詳細情報は公式サイト「ショップリスト」を、営業時間およびATMを設置する金融機関の詳細は公式サイト「営業時間のご案内」を参照。
本棟
- イオンスタイル座間
  - 1階は食料品、2階はファッション&ビューティー、3階はKIDS&生活用品
- 紀伊國屋書店
- ユニクロ
- GU
- H&M
- スポーツオーソリティ
- ノジマ
- NAMCO

外部棟
- イオンシネマ座間
- スポーツクラブ ルネサンス
- ワイルドビーチ座間

スポーツオーソリティとイオンシネマは、実質的に閉店したイオンつきみ野店から移転した形となる。

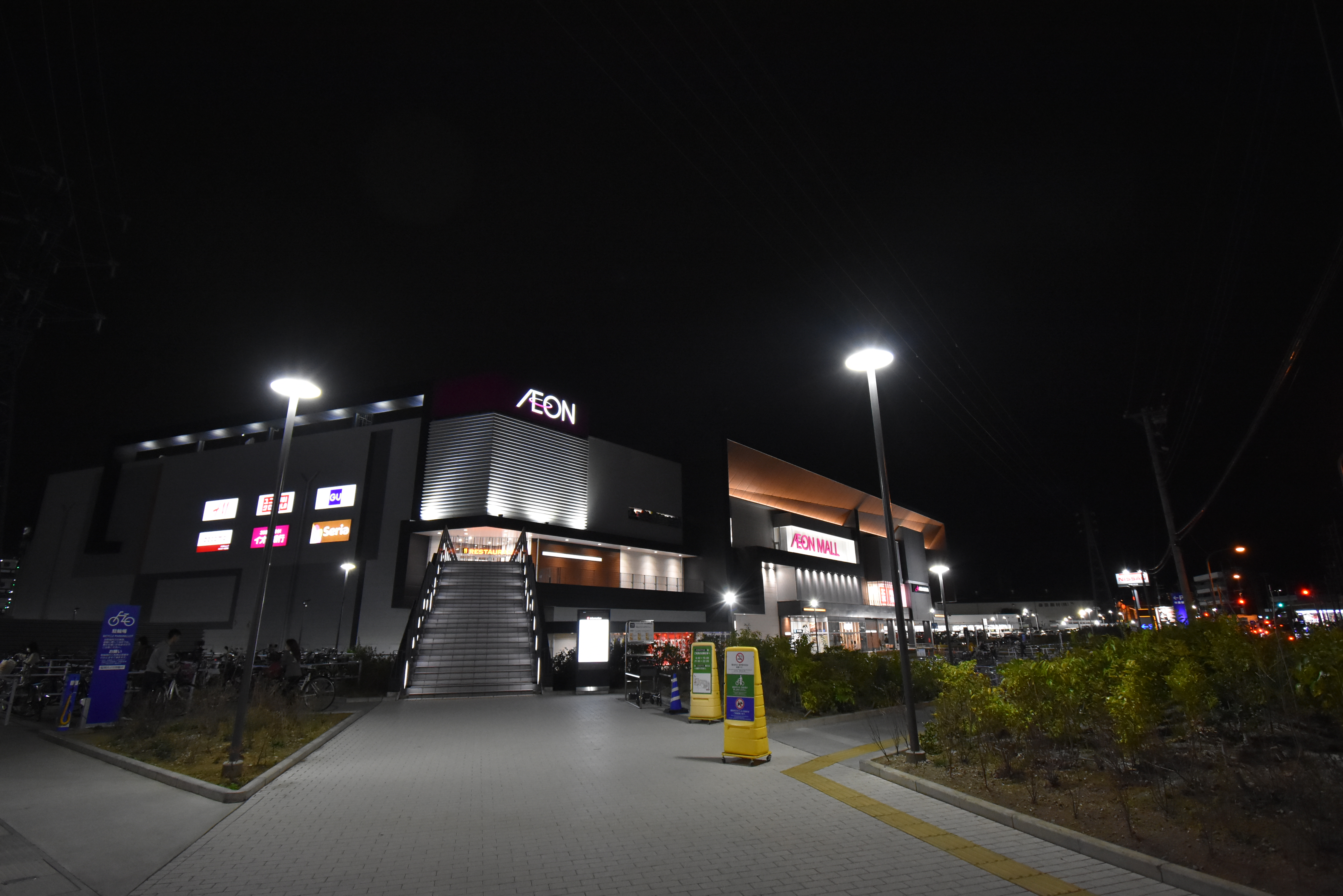
夜景
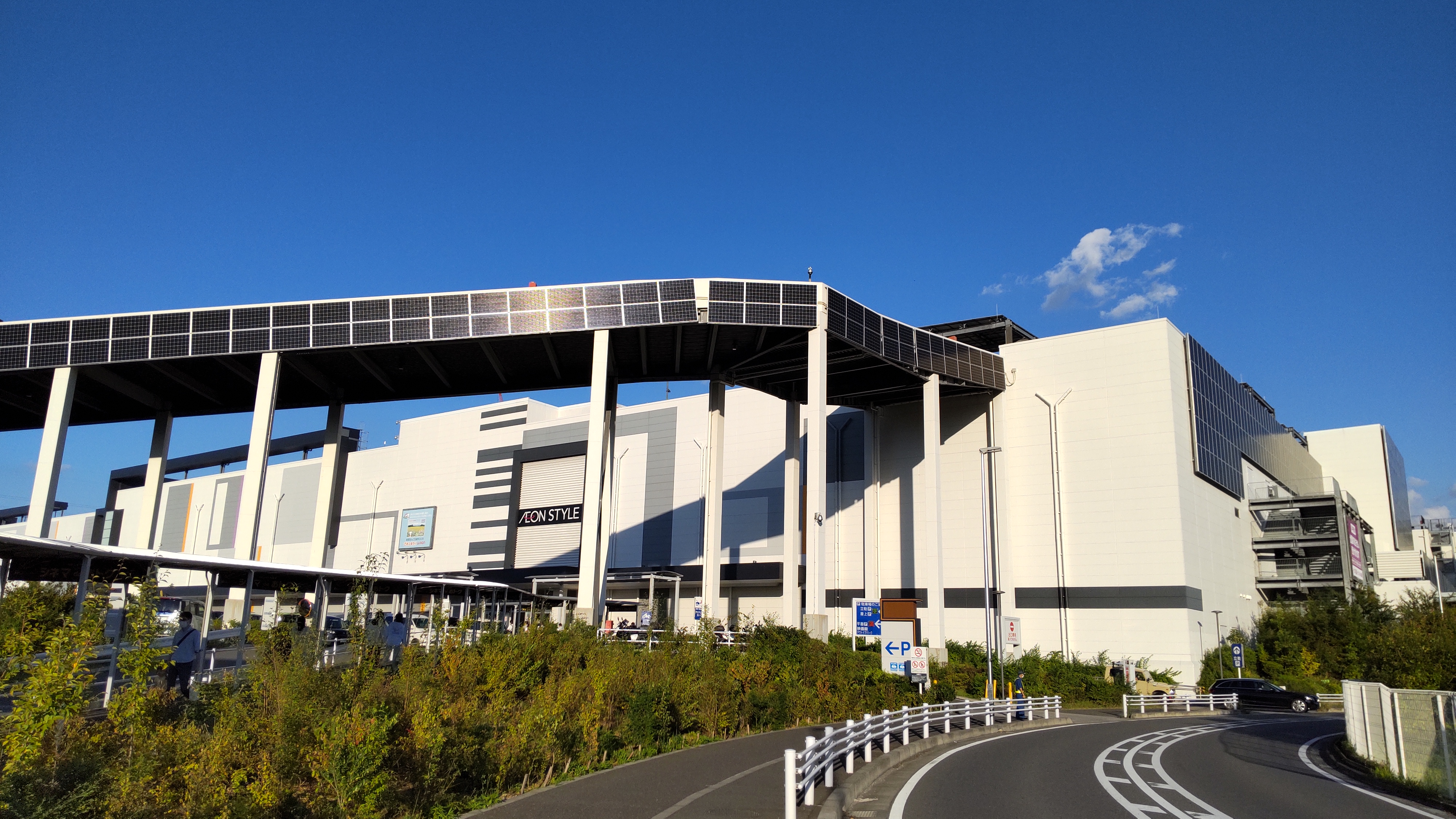
西側からの眺め
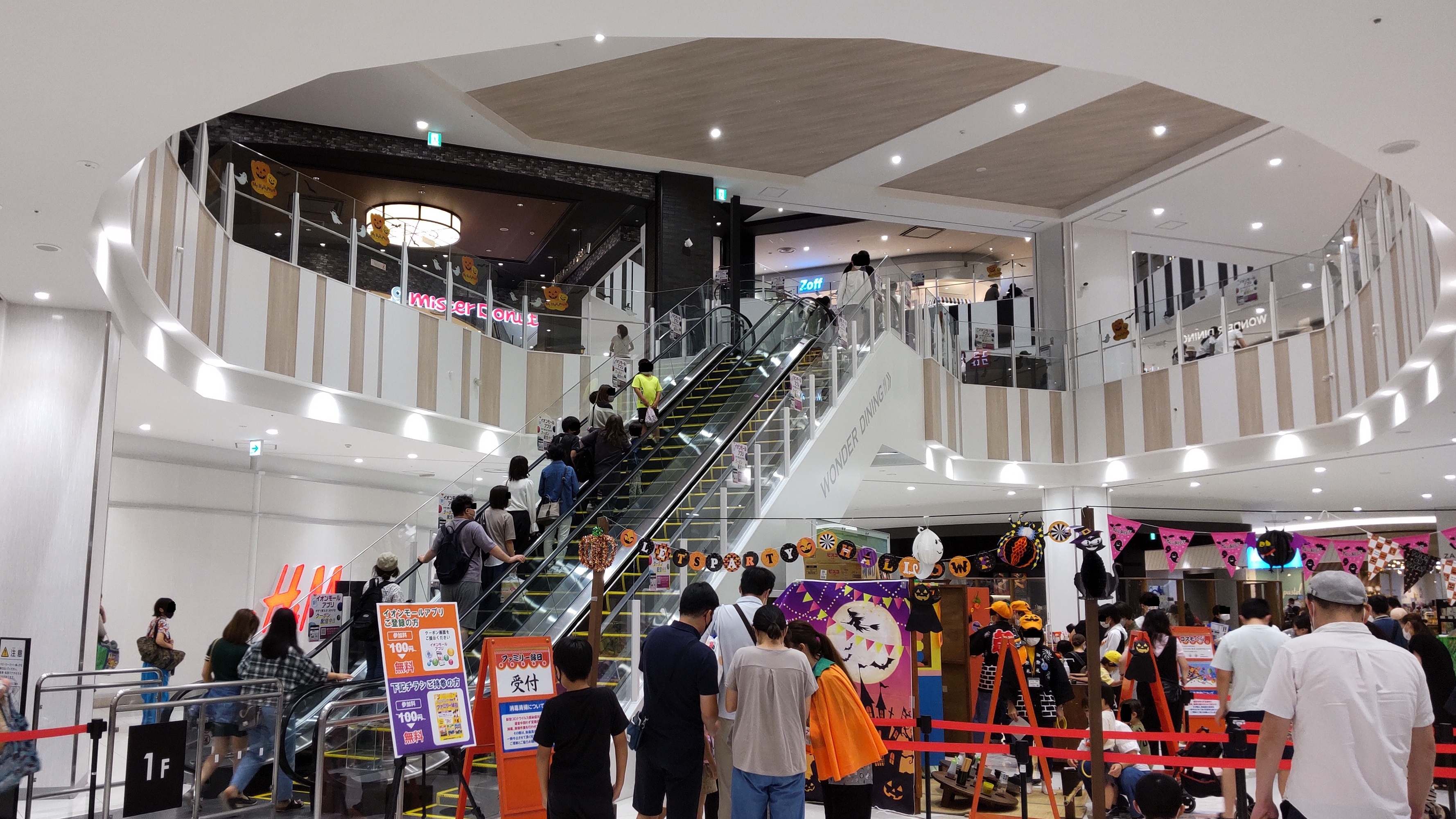
エスカレーターホール
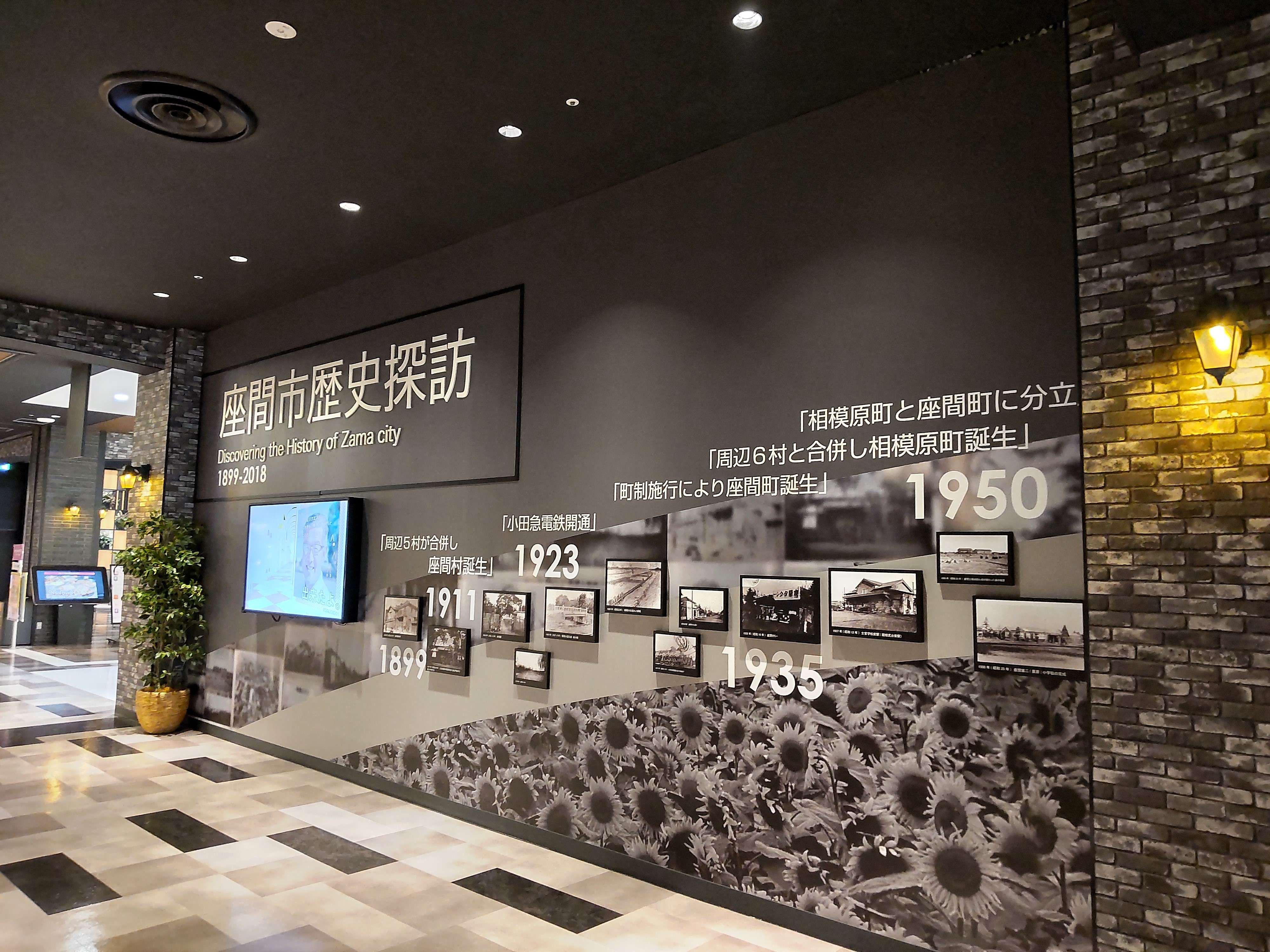
座間市歴史探訪コーナー
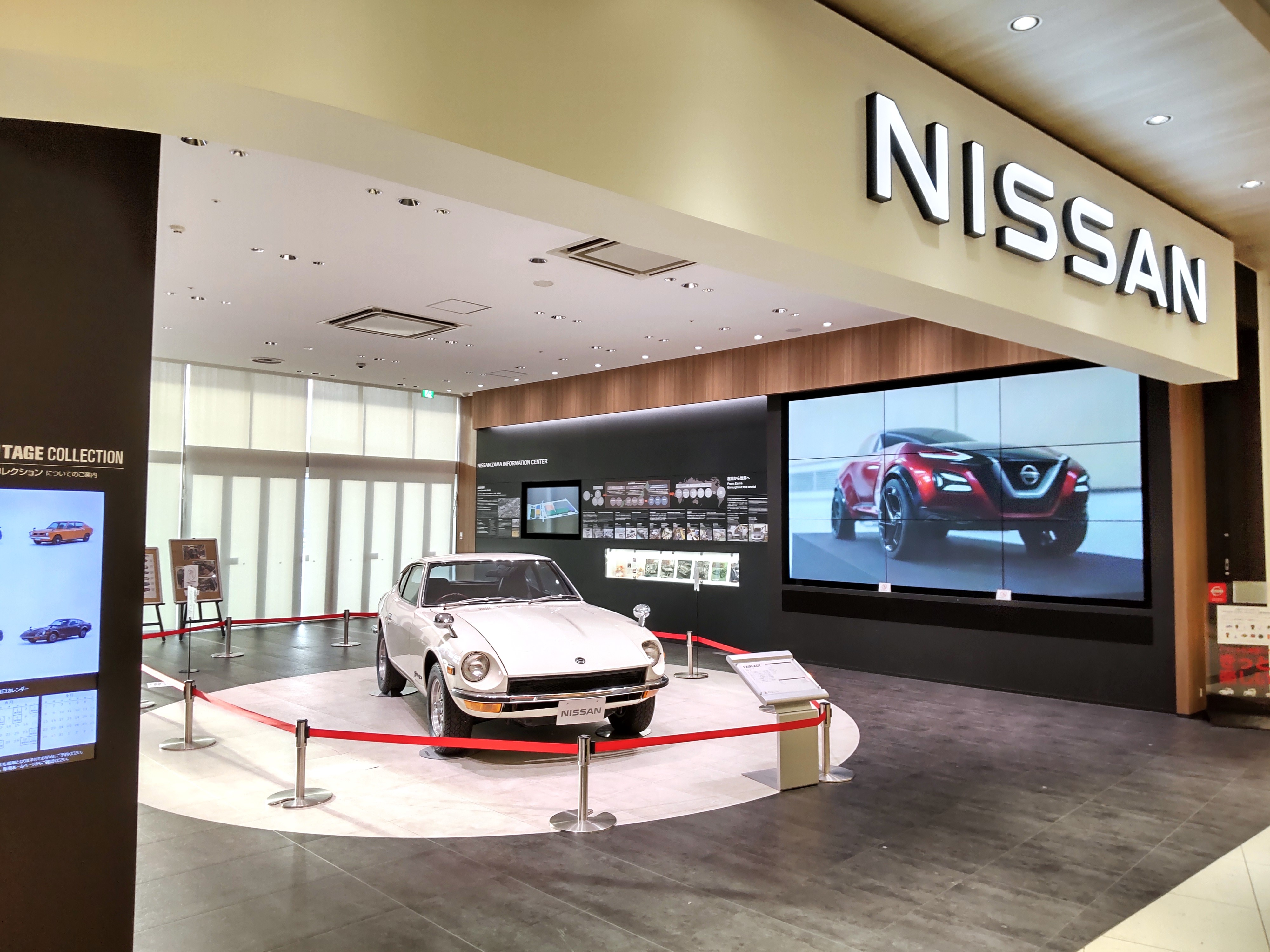
日産座間インフォメーションセンター

## イオンシネマ座間

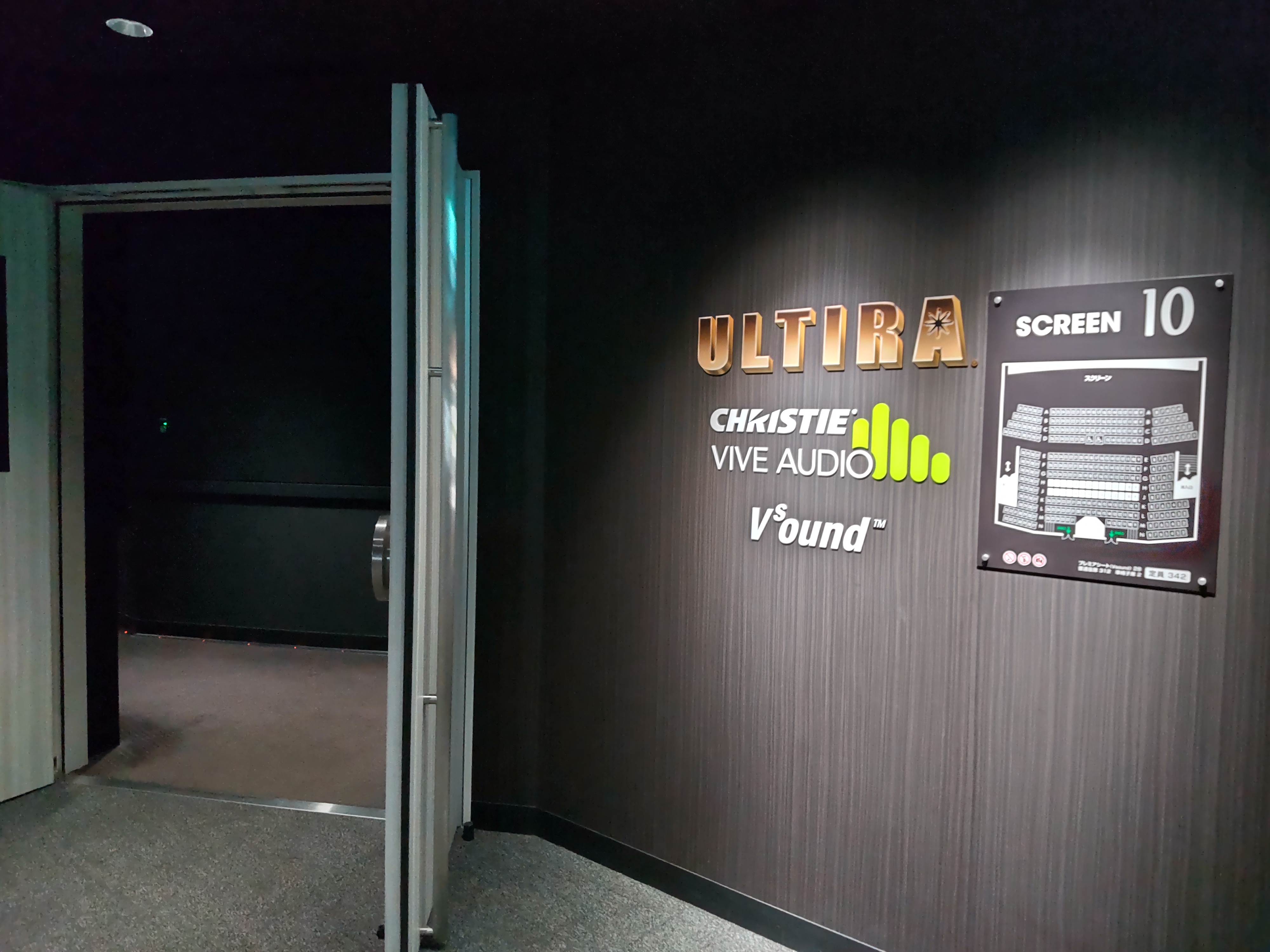
スクリーン10「ウルティラ」

イオンシネマ座間（英語: AEON CINEMA ZAMA）は、イオンモール座間の敷地に所在するシネマコンプレックス。座間市内で営業する初の映画館である。
イオンモール座間開業時、要望のあった映画館については「今後検討する」とされていたが、2019年5月に独立施設としてイオンシネマの新築を発表、2020年3月27日に開業した。当初は3月6日オープンの予定だったが、新型コロナウイルスの感染拡大の影響で3週間延期された。
敷地はイオンモール商業棟の西側に隣接し、2018年3月まで日産ユーズドカーセンターおよび日産オートオークション東京会場があった。イオンモール商業棟からは屋根付きの屋外通路でつながっている。また、映画館の横に専用駐車場があり、イオンモール南側の道路から車で直接アクセスすることもできる。
施設規模は10スクリーンで1,475席。全スクリーンにレーザープロジェクターとプレミアムシートが導入されている。メインのスクリーン10には4Kレーザープロジェクター、ULTIRA、VIVE AUDIO、Vsound（プレミアシートのみ）を導入。

### スクリーンリスト
出典：施設案内
| No. | 座席数 | 座席数 | 3D対応 | 備考                       |
| No. | 通常   | 車椅子 | 3D対応 | 備考                       |
| --- | ------ | ------ | ------ | -------------------------- |
| 1   | 212    | 2      |        |                            |
| 2   | 112    | 2      |        |                            |
| 3   | 161    | 2      | ○      |                            |
| 4   | 138    | 2      |        |                            |
| 5   | 105    | 2      |        |                            |
| 6   | 88     | 2      | ○      |                            |
| 7   | 88     | 2      |        |                            |
| 8   | 106    | 2      |        |                            |
| 9   | 105    | 2      |        |                            |
| 10  | 340    | 2      |        | ULTIRA、Vsound、VIVE AUDIO |

## 交通アクセス

### 道路
- 神奈川県道50号座間大和線（座間街道）
- 国道246号東原四丁目交差点から座間市道13号線を北上

自動車2,500台・オートバイ80台、自転車1,200台を収容する大型駐車場を有し、近隣の大型商業施設の中では珍しく駐車料金が終日無料となっている。県道50号は相模原市方面へ通ずる幹線道路であり、朝夕や週末は激しい渋滞が発生する。イオンモール開業に際し、県道50号の小松原交差点を改良したり、西側の市道38号線を拡幅するなどの渋滞緩和策を行っている。

### バス
詳細は公式サイト「バスでのアクセス」を参照。
施設1階正面にバスロータリーがある。バス停名は「イオンモール座間」（旧称「日産」）。
- 神奈川中央交通
  - 林03系統：小田急江ノ島線南林間駅発 ひばりが丘経由イオンモール座間行
  - 小03系統：小田急江ノ島線南林間駅発 ひばりが丘・イオンモール座間経由小田急相模原駅行
  - 小05系統：小田急小田原線相模原駅発 イオンモール座間行（直行）
  - 小03系統：小田急小田原線相模原駅発 イオンモール座間・ひばりが丘経由南林間駅行
- 座間市コミュニティバス ザマフレンド号
  - 小松原・病院経由循環コース（Bコース）、相模が丘コース（Cコース）

また、上記以外に近隣の「小松原入口」バス停からも徒歩3分の距離である。
- 神奈川中央交通
  - 小02系統：小田急江ノ島線南林間駅発 ひばりが丘経由小田急相模原駅行
  - 小02系統：小田急小田原線相模原駅発 ひばりが丘経由南林間駅行